# Alexandra Juhasz
Alexandra Jeanne "Alex" Juhasz (nascida em 12 de março de 1964) é uma escritora feminista e teórica da produção de mídia.

## Educação
Juhasz recebeu seu bacharelado em Estudos Americanos e Inglês no Amherst College em 1986. Pouco depois de se formar, ela participou de um programa artístico de um ano patrocinado pelo Whitney Museum. Juhasz também frequentou a Universidade de Nova York e obteve seu doutorado com distinção em Estudos de Cinema (1992). Ela recebeu o primeiro prêmio da Society for Cinema Studies em 1993 por sua dissertação de doutorado: Remediating AIDS: The Politics of Community Produced Video (lit.  "Remediando a AIDS: A Política de Vídeo Produzido pela Comunidade").

## Carreira
Juhasz iniciou sua carreira na Universidade de Nova York em 1990 como instrutora adjunta de estudos de cinema. De 1991 a 1994 trabalhou como professora assistente (inglês e estudos femininos) no Swarthmore College.
Ela então assumiu um cargo no Pitzer College, onde foi professora assistente de 1995 a 1997 e professora associada de 1997 a 2003. Ela foi professora titular de história, teoria e produção de mídia no Pitzer College de 2003 a 2016, bem como professora nos departamentos de Estudos Culturais, Arte e Inglês da Claremont Graduate University. No outono de 2016, ela se tornou presidente do Departamento de Cinema do Brooklyn College. Em dezembro de 2019, Juhasz foi nomeada professora ilustre pelo conselho de administração da CUNY.
Os interesses de pesquisa de Juhasz incluem produção de vídeos documentários, filmes de mulheres e teoria do cinema feminista. Ela escreveu uma variedade de artigos enfocando questões feministas, como sexualidade adolescente, AIDS e educação sexual. Seu trabalho concentra-se na pedagogia feminista online, no aprendizado do YouTube e em outros usos comuns da mídia digital. Juhasz ministrou cursos em vários locais e instituições, incluindo NYU, Bryn Mawr College, Swarthmore College, Pitzer College, Claremont Graduate University e no YouTube. Seus cursos incorporam mídia ativista, documentário, arquivos de mídia e mídia feminista. Ela é cofundadora, com Anne Balsamo, da FemTechNet, uma rede de acadêmicos e artistas envolvidos com questões relacionadas à tecnologia e gênero.
Juhasz produziu dois longas-metragens: The Owls e The Watermelon Woman. Ela também produziu mais de uma dúzia de documentários educacionais que enfocam preocupações feministas que vão desde a gravidez na adolescência até a AIDS, como Video Remains.

## Publicações
- “#cut/paste+bleed: Entangling Feminist Affect, Action and Production On and Offline,” in Jentery Sayers, ed. Routledge Companion to Media Studies and Digital Humanities (Routledge: 2018): 18-32.
- Blackwell Companion to Film Studies: Documentary and Documentary Histories. Co-editado com Alisa Lebow (Cambridge, MA: Blackwell Press, 2014/16).[10]
- Learning from YouTube. Cambridge, MA: The MIT Press, 2011.[4][10]
- F is for Phony: Fake Documentary and Truth's Undoing,  editado com Jesse Lerner (University of Minnesota Press, 2006).
- Women of Vision: Histories in Feminist Media Transcripts — transcrições de 20 entrevistas na história feminista do cinema e do vídeo. (University of Minnesota Press, 2001).[6]
- AIDS TV: Identity, Community, and Alternative Video. Durham, NC: Duke University Press, 1995.[10]
- The Contained Threat: Women in Mainstream AIDS Documentary. Journal of Sex Research, 27:1, 1990.